# Divoké kmeny
Divoké Kmeny, v originálu Die Stämme je strategická webová hra z prostředí středověku, kterou vytvořila a provozuje německá společnost InnoGames GmbH. Na začátku hry každý hráč dostane jednu vesnici a jeho úkolem je ji dále rozvíjet. Musí získávat z vlastních zdrojů ve vesnici či od ostatních hráčů suroviny a poté z nich stavět potřebné budovy. Pak může začít vytvářet pěší či jízdní, obranné či útočné jednotky. Pomocí těchto jednotek získává další suroviny a může získat i vesnici soupeře. Hra se však stává zajímavou, když jednotliví hráči spolupracují, vytvoří společenství, tzv. kmen a dobývání vesnic protihráčů se změní na válku kmenů. Hra si brzy získala po celém světě velkou oblibu a hraje se v desítkách zemí po celé Evropě, Asii i Jižní Americe.

## Rozšíření hry ve světě
V Německu, kde byly Divoké kmeny v červnu roku 2003 spuštěny poprvé, hru hraje k 30. srpnu 2010 přes 380 000 lidí (poslední rozehraný svět má číslo 75, prvních 19 světů bylo již dohráno do konce). K tomuto dni se hra hrála v 34 zemích světa včetně České i Slovenské republiky nejen na evropském kontinentě, ale i v mnohých zemích Asie (v Japonsku, v Koreji a ve Spojených arabských emirátech). V Jižní Americe se hraje např. v Brazílii. Pro Spojené státy a Velkou Británii existuje společná verze, kde na 51 rozehraných světech hraje více než 220 000 hráčů.

### Názvy hry vrůzných zemích
V německy mluvících zemích zůstává název hry Die Stämme např. ve Švýcarsku, zatímco v anglicky mluvících se vžívá označení Tribal Wars. Tento název se pak začíná užívat i ve státech Severní Evropy např. v Nizozemsku nebo ve Švédsku. V Itálii postačí jednoduché Tribals, zato ve Francii (Guerre Tribale) a Španělsku (Guerras tribales) použijí označení dvouslovné. Většina slovanských států si vytváří vlastní překlad těchto dvou slov či pouze slova kmeny např. Polsko (Plemiona) či Bulharsko (Племенни войни) i když díky v Bulharsku používané cyrilici zůstává název portálu hry anglický (https://web.archive.org/web/20140120023720/http://www.tribalwars.bg/).

### Hraní v Česku
Českou verzi hraje ke dni 29. 3. 2015 32 373 hráčů na 15 herních světech (dalších 25 už bylo dohráno a uzavřeno), což je skoro 2× více než na Slovensku (zde hraje k uvedenému datu 17 409 hráčů), ale skoro 4× méně než v Polsku. Jak ukazuje tabulka, v současné době má počet českých hráčů sestupnou tendenci:
| Datum           | Součet počtu hráčů na všech českých světech |
| --------------- | ------------------------------------------- |
| 12. října 2010  | více než 91 000                             |
| 14. června 2011 | 114 895                                     |
| 9. října 2011   | 68 513                                      |
| 29.3.2015       | 32 373                                      |
| 21.5.2015       | 35 947                                      |

Hlavní administrátor českých Divokých kmenů je Kubina. Tomu v administraci pomáhá ještě další 5 členů týmu, kteří tvoří tzv. support – podporu. Na požádání řeší různé problémy ostatních hráčů a kontrolují dodržování pravidel hry.

## Verze hry
Hra je svým provozovatelem neustále vylepšována. Pokud je vytvořena nová verze, je nejprve otestována v jednom světě a po odladění případných chyb jsou i ostatní světy převedeny na tuto verzi. V současné době (březen 2025) je provozována verze 8.385..
| Číslo verze | Datum spuštění |
| ----------- | -------------- |
| 6.0         | 20.2.2010      |
| 6.1         | 18.4.2010      |
| 6.2         | 28.4.2010      |
| 6.3         | 23.6.2010      |
| 6.4         | 10.8.2010      |
| 6.5         | 14.9.2010      |
| 7.0         | 8.12.2010      |
| 7.1         | 2.5.2011       |
| 7.2         | 15.6.2011      |
| 7.3         | 5.9.2011       |
| 7.4         | 5.9.2011       |
| 8.0         | 5.12.2011      |
| 8.2         | 1.2.2012       |
| 8.3         | 29.5.2002      |
| 8.4         | 19.6.2012      |
| 8.5         | 7.7.2012       |
| 8.6         | 9.8.2012       |
| 8.7         | 16.9.2012      |
| 8.8         | 23.10.2012     |
| 8.9         | 29.11.2012     |
| 8.10        | 12.2.2013      |
| 8.11        | 24.3.2013      |
| 8.12        | 11.5.2013      |
| 8.13        | 13.6.2013      |
| 8.14        | 7.7.2013       |
| 8.14.1      | 29.7.2013      |
| 8.15        | 28.8.2013      |
| 8.16        | 29.9.2013      |
| 8.17        | 8.11.2013      |
| 8.18        | 11.12.2013     |
| 8.19        | 10.2.2014      |
| 8.20        | 15.3.2014      |
| 8.21        | 13.4.2014      |
| 8.22        | 27.4.2014      |
| 8.23        | 10.5.2014      |
| 8.24        | 9.6.2014       |
| 8.25        | 15.8.2014      |
| 8.26        | 1.9.2014       |
| 8.26.1      | 6.9.2014       |
| 8.27        | 14.9.2014      |
| 8.27.1      | 29.9.2014      |
| 8.28        | 13.10.2014     |
| 8.29        | 23.11.2014     |
| 8.30        | 7.12.2014      |
| 8.31        | 10.1.2015      |
| 8.32        | 31.1.2015      |
| 8.33        | 1.3.2015       |
| 8.33.2      | 22.3.2015      |

## Hraní
Na začátku hry si hráč zvolí portál na jakém chce hrát (český, slovenský, německý, anglický, japonský atd.) a poté si vybere příslušný herní svět.

### Herní svět
Herní svět je soubor na jedné mapě viditelných vesnic a jejich majitelů – hráčů. Jen tito hráči jednoho konkrétního světa mohou na sebe útočit či si pomáhat, nelze nijak zasahovat z jednoho světa do druhého. Jednotlivé světy, protože byly zakládány postupně, se pak liší dobou svého vzniku. Na dříve založených světech již hráči mohou vlastnit několik stovek či několik tisíc vesnic, zatímco na později založených jen několik desítek. Ve starším světě je tedy pro nového hráče mnohem těžší se prosadit než ve světě mladším. Na nejstarších světech bývá z důvodu zaplnění již zakázáno přibírat nové hráče, tedy zakládat nové účty. Kromě svého stáří se jednotlivé světy mohou lišit svým nastavením: rychlostí stavěním budov, rychlostí vytváření a pohybu jednotek, ale i existencí či neexistencí některých budov, jednotek či dalších možností hry. Nastavení jednotlivých světů může hráč zjistit v nápovědě hry a podle toho si zvolit svět, na kterém bude hrát.
| Herní svět | Možnost založení nového účtu ke dni 1.4.2015 | Datum spuštění | Rychlost tvorby budov a jednotek | Rychlost jednotek | Lučištníci | Paladin | Kostel | Automaticky stavěné Barbarské vesnice | Bonusové vesnice | Max. počet členů kmene |
| ---------- | -------------------------------------------- | -------------- | -------------------------------- | ----------------- | ---------- | ------- | ------ | ------------------------------------- | ---------------- | ---------------------- |
| CS1        | svět ukončen                                 | 28.10.2007     | 1                                | 1                 | ano        | ano     | ne     | ne                                    | ne               | 1000                   |
| CS2        | svět ukončen                                 | 30.11.2007     | 2                                | 0,5               | ano        | ano     | ne     | ne                                    | ne               | 1000                   |
| CS3        | svět ukončen                                 | 16.1.2008      | 1                                | 1                 | ano        | ano     | ne     | do 3000 bodů                          | jednoduché       | 500                    |
| CS4        | svět ukončen                                 | 21.2.2008      | 2                                | 1                 | ano        | ano     | ne     | do 3000 bodů                          | jednoduché       | 1500                   |
| CS5        | svět ukončen                                 | 19.3.2008      | 1,6                              | 0,625             | ne         | ne      | ne     | ne                                    | ne               | 100                    |
| CS6        | svět ukončen                                 | 22.4.2008      | 1                                | 1                 | ano        | ano     | ne     | do 3000 bodů                          | jednoduché       | 200                    |
| CS7        | svět ukončen                                 | 20.5.2008      | 2                                | 1                 | ano        | ano     | ne     | do 3000 bodů                          | jednoduché       | 200                    |
| CS8        | svět ukončen                                 | 6.8.2008       | 1                                | 1                 | ano        | ano     | ne     | do 3000 bodů                          | jednoduché       | 50(dříve 20)           |
| CS9        | svět ukončen                                 | 6.8.2008       | 1,6                              | 0,625             | ano        | ano     | ne     | do 3000 bodů                          | jednoduché       | 50                     |
| CS10       | svět ukončen                                 | 5.11.2008      | 1                                | 1                 | ne         | ne      | ne     | ne                                    | ne               | 120                    |
| CS11       | ne                                           | 20.1.2009      | 1                                | 0,5               | ano        | ano     | ano    | do 3000 bodů                          | vylepšené        | 50                     |
| CS12       | svět ukončen                                 | 6.2.2009       | 2                                | 0,5               | ano        | ano     | ano    | do 3000 bodů                          | vylepšené        | 200                    |
| CS13       | svět ukončen                                 | 23.3.2009      | 1,6                              | 0,625             | ne         | ne      | ano    | do 3000 bodů                          | vylepšené        | 60                     |
| CS14       | svět ukončen                                 | 6.4.2009       | 1,6                              | 1                 | ano        | ano     | ano    | do 3000 bodů                          | vylepšené        | 100                    |
| CS15       | svět ukončen                                 | 26.5.2009      | 2                                | 0,5               | ano        | ano     | ne     | do 3000 bodů                          | ne               | 60                     |
| CS16       | ne                                           | 25.11.2009     | 1                                | 1                 | ano        | ano     | ne     | do 1500 bodů                          | vylepšené        | 100                    |
| CS17       | svět ukončen                                 | 1.3.2010       | 1                                | 1                 | ano        | ano     | ano    | do 1500 bodů                          | vylepšené        | 120                    |
| CS18       | svět ukončen                                 | 25.5.2010      | 1,5                              | 1                 | ano        | ano     | ne     | do 3000 bodů                          | vylepšené        | 100                    |
| CS19       | svět ukončen                                 | 26.8.2010      | 1                                | 1                 | ano        | ano     | ne     | do 3000 bodů                          | vylepšené        | 80                     |
| CS20       | svět ukončen                                 | 8.12.2010      | 1                                | 1                 | ano        | ano     | ano    | do 3000 bodů                          | vylepšené        | 100                    |
| CS21       | svět ukončen                                 | 9.2.2011       | 2                                | 1                 | ne         | ano     | ne     | do 2000 bodů                          | vylepšené        | 55                     |
| CS22       | svět ukončen                                 | 14.6.2011      | 1                                | 1                 | ano        | ano     | ne     | ne                                    | vylepšené        | 100                    |
| CS23       | svět ukončen                                 | 16.9.2011      | 1,6                              | 0,625             | ano        | ano     | ne     | do 1500 bodů                          | ne               | 60                     |
| CS24       | svět ukončen                                 | 29.11.2011     | 1                                | 1                 | ne         | ano     | ne     | do 1500 bodů                          | ne               | 99                     |
| CS25       | svět ukončen                                 | 28.2.2012      | 1                                | 1                 | ano        | ano     | ne     | do 2000 bodů                          | vylepšené        | 25                     |
| CS26       | svět ukončen                                 | 14.5.2012      | 2                                | 0,5               | ne         | ano     | ne     | do 1500 bodů                          | vylepšené        | 80                     |
| CS27       | ne                                           | 19.7.2012      | 1                                | 1                 | ano        | ano     | ne     | do 1500 bodů                          | vylepšené        | 80                     |
| CS28       | ne                                           | 31.10.2012     | 1,5                              | 1                 | ne         | ne      | ne     | do 1500 bodů                          | vylepšené        | 100                    |
| CS29       | ne                                           | 31.1.2013      | 1                                | 1                 | ne         | ano     | ano    | do 1500 bodů                          | vylepšené        | 55                     |
| CS30       | svět ukončen                                 | 09.05.2013     | 1,6                              | 0,8               | ne         | ne      | ne     | do 1500 bodů                          | vylepšené        | 100                    |
| CS31       | ne                                           | 08.07.2013     | 2                                | 0,5               | ano        | ano     | ano    | do 1500 bodů                          | vylepšené        | 50                     |
| CS32       | ne                                           | 23.09.2013     | 1                                | 1                 | ano        | ano     | ne     | do 3000 bodů                          | vylepšené        | 60                     |
| CS33       | ne                                           | 19.11.2013     | 1,6                              | 0,8               | ano        | ano     | ne     | do 3000 bodů                          | vylepšené        | 60                     |
| CS34       | ne                                           | 21.1.2014      | 1                                | 1                 | ano        | ano     | ano    | do 3000 bodů                          | vylepšené        | 80                     |
| CS35       | ano                                          | 25.3.2014      | 1.4                              | 0.7               | ne         | ano     | ne     | do 3000 bodů                          | vylepšené        | 40                     |
| CS36       | ano                                          | 10.6.2014      | 1                                | 1                 | ano        | ano     | ne     | do 3000 bodů                          | vylepšené        | 50                     |
| CS37       | ano                                          | 4.9.2014       | 1                                | 1                 | ano        | ne      | ne     | do 3000 bodů                          | vylepšené        | 40                     |
| CS38       | ano                                          | 30.10.2014     | 2                                | 0.5               | ne         | ano     | ne     | do 3000 bodů                          | vylepšené        | 35                     |
| CS39       | ano                                          | 28.1.2015      | 1                                | 1                 | ano        | ano     | ano    | do 3000 bodů                          | vylepšené        | 60                     |
| CS40       | ano                                          | 23. 4. 2015    | 1.6                              | 0.8               | ano        | ano     | ano    | do 3000 bodů                          | vylepšené        | 40                     |
| Casual     | ano                                          | 21.11.2012     | 1                                | 1                 | ano        | ano     | ano    | ne                                    | vylepšené        | 30                     |

### Herní účet
Po výběru portálu a konkrétního světa si zde hráč založí svůj účet, který je jednoznačně určen zadaným nickem hráče, přiřazeným heslem a emailem hráče. Nově zadávaný nick či email se nesmí u žádného již dříve vytvořeného hráče vyskytnout.

### Průběh hry
Na začátku hry každý nový hráč dostane na zvoleném světě jednu vesnici, kterou musí dále rozvíjet. Musí získávat z vlastních zdrojů ve vesnici či od ostatních hráčů suroviny a z nich pak ve vesnici stavět potřebné budovy. Poté může začít vytvářet pěší či jízdní obranné či útočné jednotky. Obranné slouží k vlastní či spoluhráčově obraně, útočné jednotky pak mohou získávat další suroviny z okolních vesnic a v pozdější fázi hry mohou získat i celou vesnici soupeře, nebo vesnici opuštěnou (barbarskou). Další speciální jednotky (špehové) mohou zjišťovat jaké budovy a jednotky má protihráč ve své vesnici, jiné jednotky (katapulty) slouží k boření protihráčových budov. S kým bude hráč spolupracovat a kdo bude jeho protihráčem, si hráč zvolí především tím, že vstoupí do konkrétního kmene nebo založí kmen vlastní.

#### Kmen
Kmen je sdružení více hráčů, přičemž počet hráčů v kmeni je dán nastavením konkrétního světa. Například pro český svět 2 je určen maximální počet hráčů v kmeni 1000, zatímco pro český svět 8 je to pouze 20 hráčů (viz kap. Herní svět). V rámci kmene mají všichni jeho členové přístup do tzv. kmenového fóra, kde mohou diskutovat jak o samotné strategii hry, o dalším postupu proti nepříteli, tak i o věcech se hrou nesouvisejícími. V rámci fóra i mimo něj mohou mít různí hráči různá privilegia. Veškeré pravomoce má zakladatel kmene. Vedení kmene má též všechna práva, kromě pravomoci rozpustit kmen. Dalšími právy jsou zvát do kmene nové členy, rozesílat hromadnou poštu, editovat seznam spojenců a nepřátel – což je tzv. právo diplomacie kmene. Se samotným fórem souvisí právo měnit či mazat ostatním hráčům jejich příspěvky na fóru, vidět příspěvky ve skryté části fóra či v části určené jen pro důvěryhodné členy kmene.

#### Suroviny
Jednoduchost hry vynikne zejména v tom, že se ve hře vyskytují jen tři suroviny: dřevo, hlína, železo, které jsou primárně vyráběny budovami dřevorubec, lom na těžbu hlíny a železný důl. Sekundárně hráč získává další suroviny útokem na jinou vesnici. Útočící jednotka, pokud není poražena soupeřovou obranou, při návratu donese do vesnice určité množství surovin. Toto množství je určeno jak počtem poslaných jednotek, tak i samotnou konkrétní jednotkou (různé jednotky mají různou schopnost nést konkrétní množství surovin) ale především tím, kolik surovin ve vesnici na kterou hráč zaútočil, v okamžiku příchodu jednotek zrovna je, tedy pokud by například armáda mohla odnést 100000 surovin, ale ve vesnici se nachází pouze 67000, odnese 67000.

#### Budovy
Některé ve hře stavěné budovy stačí jen postavit, jiné je možné po dostavbě dále rozvíjet na vyšší stupeň. Některé lze stavět hned, jiné až tehdy, kdy jiná budova dosáhne požadovaného stupně. Lze stavět tyto budovy:
- Hlavní budova – slouží ke stavění ostatních budov. Čím vyšší má budova stupeň, tím rychleji se budou jiné budovy stavět. Pokud dosáhne stupně 15, je možné kterékoli budovy včetně hlavní bourat. Maximální stupeň ve hře: 30.
- Kasárna – zde se vytváří pěší jednotky. Čím vyšší má budova stupeň, tím rychleji se jednotky vytváří. Maximální stupeň ve hře: 25.
- Stáj – zde se vytváří jízdní jednotky. Čím vyšší má budova stupeň, tím rychleji se jednotky vytváří. Maximální stupeň ve hře: 20.
- Dílna – zde se vytváří jednotky na ničení soupeřových budov. Čím vyšší má budova stupeň, tím rychleji se jednotky vytváří. Maximální stupeň ve hře: 15.
- Socha – zde se vytváří speciální jednotka paladin. Každý hráč může mít v jednom účtu jen jednoho paladina. U sochy lze paladinovi přiřazovat různé zbraně vylepšující schopnosti konkrétní jednotky. Maximální stupeň ve hře: 1.
- Panský dvůr – zde lze vytvořit jednotku potřebnou k obsazení soupeřovy vesnice tzv. šlechtice. Maximální stupeň ve hře: liší se podle světa 1-3.
- Kovárna – před tím než je možné vyrobit libovolnou jednotku, je potřeba v kovárně vyzkoumat (objevit) nástroj, který dané jednotky používají (např. pro šermíře meč). Lze také mít více stupňů výzkumu, čímž získá daná jednotka lepší schopnosti. Čím vyšší stupeň budova má, tím rychleji lze další předměty vyzkoumat. Maximální stupeň ve hře: 20.
- Nádvoří – slouží k zadávání povelů pro útočící nebo bránící se jednotky. Maximální stupeň ve hře: 1.
- Dřevorubec – slouží k výrobě dřeva, čím vyšší stupeň budova má, tím více dřeva se v ní za daný časový okamžik vyrobí. Maximální stupeň ve hře: 30.
- Lom na těžbu hlíny – slouží k výrobě hlíny, čím vyšší stupeň budova má, tím více hlíny se v ní za daný časový okamžik vyrobí. Maximální stupeň ve hře: 30.
- Železný důl – slouží k výrobě železa, čím vyšší stupeň budova má, tím více železa se v ní za daný časový okamžik vyrobí. Maximální stupeň ve hře: 30.
- Skladiště – zde se skladují všechny suroviny, které vesnice vyprodukuje nebo které sem přinesou útočící jednotky. Pokud se skladiště zaplní, další vyprodukované či přinesené suroviny se ztrácejí. Čím vyšší stupeň skladiště má, tím vyšší je jeho kapacita. Maximální stupeň ve hře: 30.
- Tržiště – slouží k obchodování či jen prostému zasílání surovin ostatním hráčům. Čím vyšší stupeň budova má, tím více obsahuje obchodníků a tím více lze v jednom okamžiku rozeslat surovin. Maximální stupeň ve hře: 25.
- Skrýš – zde se automaticky ukládají vyrobené či přinesené suroviny. Ve skrýši schované suroviny nemůže protihráč odnést. Maximální stupeň ve hře: 10.
- Selský dvůr – kromě surovin, je potřeba, jak k postavení naprosté většiny budov (výjimkou je selský dvůr, nádvoří a skladiště), tak k vytvoření libovolné jednotky, určitý počet obyvatel vesnice. Čím vyšší stupeň selský dvůr má, tím je možné postavit ve vesnici více budov a vytvořit více jednotek. Maximální stupeň ve hře: 30.
- Hradby – podstatně zvyšuje obranyschopnost jednotek ve vesnici. Maximální stupeň ve hře: 20.

#### Jednotky
Ve hře je možné vytvořit v příslušných budovách po jejich vyzkoumání v kovárně tyto jednotky:
- Kopiník – obranná jednotka v počátcích hry hojně používaná k přinášení surovin. Má silnou obranu proti kavalérii, ale slabou proti ostatním útočným jednotkám.
- Šermíř – obranná jednotka. Má slabou obranu proti jízdním jednotkám, ale silnou proti ostatním útočným jednotkám.
- Sekerník – útočná jednotka.
- Lučištník – obranná jednotka. Má slabou obranu proti lučištníkům na koni, ale silnou proti ostatním útočným jednotkám. Lučištník se nenachází ve všech herních světech.
- Špeh – je schopen zjistit jaké budovy a jednotky soupeř postavil a vytvořil ve své vesnici.
- Lehká kavalérie – útočná jednotka.
- Lučištník na koni – útočná jednotka, která se nenachází ve všech herních světech.
- Těžká kavalérie – útočná i obranná jednotka.
- Beranidlo – ničí opevnění v soupeřově vesnici, dá se použít i v obraně.
- Katapult – ničí soupeřovy budovy, v případě vylepšení předmětem u paladina extrémně silná obranná jednotka. Nelze ničit např. skrýš.
- Paladin – silná všestranná jednotka, potřebná především v počáteční fázi hry. V pozdějších fázích hry s narůstajícím počtem ostatních jednotek, jeho útočná síla ustupuje do pozadí a jsou místo toho užitečné předměty, nalezitelné paladinem, vylepšující danou jednotku. Hráč může mít v jeden okamžik jen jednoho paladina. Jednotka se nenachází ve všech herních světech.
- Šlechtic – jediná jednotka, která je schopna získat soupeřovu vesnici.
- Domobrana - jednotka, kterou je možno povolat k obraně v selském dvoře. Je přivolána v počtu 20*úroveň selského dvora ( maximum 300 jednotek ) a pouze pokud má hráč jen jednu nebo dvě vesnice. Je silná proti jízdě, slabší proti pěchotě

#### Body
Za každou ve vesnici postavenou budovu získává hráč určitý počet bodů, přičemž za vyšší stupeň budovy (u budov, které lze na vyšší stupeň postavit – viz kap. Budovy) je bodový zisk vyšší než za stupeň nižší. Nově získaná vesnice na začátku hry má hodnotu 116[zdroj?] nebo 26[zdroj?] bodů bez kostela, budova s všemi postavenými budovami na maximální stupeň ve světě bez kostela (viz kap. Herní svět) je ohodnocena 12154 body, ve světě s kostelem s budovou první kostel postaveném na první maximální stupeň, má o 10 bodů více či s budovou kostel postaveném na třetí maximální stupeň má více o 14 bodů.
Získané body se uplatňují:
- Součet bodů všech postavených budov v konkrétní vesnici se stává celkovým bodovým ohodnocením této vesnice a hlediskem podle kterého je určena velikost této vesnice.
- Součet bodů za všechny hráčovy vesnice se pak stává celkovým bodovým ohodnocením tohoto hráče a určuje jeho umístění v celkovém pořadí hráčů[71].
- Součet bodů prvních 40 hráčů v kmeni je pak určující pro pořadí tohoto kmene v celkovém žebříčku kmenů[72].

Bylo by však chybou snažit se postavit vesnici či vesnice s maximálním počtem bodů, protože mnohem důležitější, než získání bodů, je vytvoření armády jednotek schopné obsazovat další soupeřovy vesnice a současně ubránit vesnice již získané dříve. Proto je vhodné stavět na maximální stupeň jen některé budovy podle konkrétní taktiky jednotlivých hráčů a podle účelu konkrétní vesnice a z nepoužitých obyvatel vesnice raději vytvářet bojové jednotky.

#### Žebříček
V samotné hře není pořadí dle nahraných bodů jediným hodnocením hráčů či kmenů. Za každou poraženou jednotku protihráče při útoku či při obraně hráč či kmen dostává další body s body za budování nesouvisejícími. Tyto body se pak projeví v žebříčku Poražený protivník, který se dělí na tři části:
- Jako útočník – zde se sčítají body získané při útoku
- Jako obránce – zde se sčítají body získané při obraně
- Dohromady – zde je součet bodů získaných při útoku a při obraně

### Cíl hry
Úlohou hráče je získat co nejvíce vesnic, co největší armádu a s ostatními hráči vybudovat co největší kmen. Hra končí, pokud jeden kmen obsadí 80% daného světa. V novějších světech stačí, aby kmen získal 300 mil. bodů.

## Porovnání sostatními podobnými hrami

### Travian
Divoké kmeny se dají srovnávat například se svým velkým konkurentem hrou Travian a záleží na každém hráči, kterou hru pro její výhody či nevýhody zvolí. Divoké kmeny vznikly dříve. Další rozdíl je délka existence jednoho světa, tedy doby než jeden kmen získá jednoznačné vítězství a hra skončí. Tato doba je v Divokých kmenech mnohonásobně vyšší. V Divokých kmenech chybí např. v Travianu nepostradatelná surovina – obilí. Co se týká budov, v Divokých kmenech se staví např. selský dvůr (viz kap. Budovy), který v Travianu chybí. Dále v Divokých kmenech je podstatně větší mapa. V Travianu si vybíráte národnost, za kterou hrajete (Římané, Galové nebo Germáni), v Divokých kmenech tato možnost není. Nicméně kdo v tomto konkurenčním boji vyhrál, je patrné z údaje, že na českých stránkách Travianu je ke dni 5. září 2010 registrováno do hry 55 527 a aktivně zapojeno 47 339 hráčů, zatímco na českých Divokých kmenech je k tomuto dni na všech světech dohromady aktivních hráčů 98 205 (viz kap. Hraní v České republice), což je dvakrát více.